# Veszprém vármegyei 1. sz. országgyűlési egyéni választókerület
A Veszprém vármegyei 1. sz. országgyűlési egyéni választókerület egyike annak a 106 választókerületnek, amelyre a 2011. évi CCIII. törvény Magyarország területét felosztja, és amelyben a választópolgárok egy-egy országgyűlési képviselőt választhatnak. A választókerület nevének szabványos rövidítése: Veszprém 01. OEVK. Székhelye: Veszprém

## Területe
A választókerület az alábbi településeket foglalja magába:
1. Bakonynána
2. Bánd
3. Csehbánya
4. Csetény
5. Dudar
6. Eplény
7. Hajmáskér
8. Hárskút
9. Herend
10. Jásd
11. Királyszentistván
12. Kislőd
13. Lókút
14. Márkó
15. Nemesvámos
16. Olaszfalu
17. Öskü
18. Sóly
19. Szápár
20. Szentgál
21. Tés
22. Úrkút
23. Városlőd
24. Veszprém
25. Vilonya

## Országgyűlési képviselője
| Név              | Párt                                         | Párt        | Terminus    | Megjegyzés                                           |
| ---------------- | -------------------------------------------- | ----------- | ----------- | ---------------------------------------------------- |
| Navracsics Tibor |                                              | Fidesz-KDNP | 2014 – 2015 | A 2014-es országgyűlési választás eredménye:         |
| Kész Zoltán      |                                              | Független   | 2015 – 2018 | A 2015-ös időközi országgyűlési választás eredménye: |
| Ovádi Péter      |                                              | Fidesz-KDNP | 2018 –      | A 2018-as országgyűlési választás eredménye:         |
| Ovádi Péter      | A 2022-es országgyűlési választás eredménye: | Fidesz-KDNP | 2018 –      |                                                      |

## Demográfiai profilja
| Iskolai végzettség                | Iskolai végzettség               | Iskolai végzettség | Iskolai végzettség | Iskolai végzettség |
| --------------------------------- | -------------------------------- | ------------------ | ------------------ | ------------------ |
|                                   |                                  |                    |                    | fő                 |
| Általános iskolát nem végezte el  | Általános iskolát nem végezte el |                    | 915                | 915                |
| Általános iskola                  | Általános iskola                 |                    | 10967              | 10967              |
| Szakmunkás                        | Szakmunkás                       |                    | 16902              | 16902              |
| Érettségi                         | Érettségi                        |                    | 25084              | 25084              |
| Diploma                           | Diploma                          |                    | 19035              | 19035              |
| A 2022. évi népszámlálás szerint. |                                  |                    |                    |                    |

A Veszprém 1. sz. választókerület lakónépessége 2022. október 1-jén 87 715 fő volt. A 2011-es és a 2022-es népszámlálás között 5690 fővel csökkent a választókerület lakosság száma. A választókerületben a korösszetétel alapján a legtöbben a középkorúak élnek 32 143 fővel, míg a legkevesebben a gyermekek 14 812 fővel. A választókerület lakosságának a 86,8%-nál van internet elérési lehetőség.
A legmagasabb befejezett iskolai végzettség szerint az érettségi végzettséggel rendelkezők élnek a legtöbben 25 084 fő, utánuk a következő nagy csoport a diplomások 19 035 fővel.
Gazdasági aktivitás szerint a lakosságnak a fele foglalkoztatott 45 609 fő, második legjelentősebb csoport az inaktív keresők, akik főleg nyugdíjasok 19 693 fővel.
A választókerület legjelentősebb nemzetiségi csoportja a német 2351 fő, illetve a cigány 424 fő. Magyar állampolgársággal nem rendelkező külföldi állampolgárok aránya 1,6%.
Vallási összetétel szerint a választókerületben lakók legnagyobb vallása a római katolikus (23 392 fő), valamint jelentős közösség még a reformátusok (5953 fő). A vallási közösséghez nem tartozók száma szintén jelentős (10 388 fő), a választókerületben a második legnagyobb csoport a római katolikus vallás után.

## Országgyűlési választások
| Párt                             |                        | Jelölt                 | Szavazatok | %     | ± %   |
| -------------------------------- | ---------------------- | ---------------------- | ---------- | ----- | ----- |
| Fidesz-KDNP                      |                        | Ovádi Péter            | 26 119     | 50,48 | 1,73  |
| Egységben Magyarországért        |                        | Csonka Balázs          | 20 301     | 39,24 | 10,23 |
| Mi Hazánk                        |                        | Kovacsics Zsolt        | 3231       | 6,24  | Új    |
| MKKP                             |                        | Vértesi Benjámin       | 1484       | 2,87  | 1,33  |
| MEMO                             |                        | Simor István           | 604        | 1,17  | Új    |
| Megjelent                        | Megjelent              | Megjelent              | 52 364     | 74,51 | 0,46  |
| Választópolgárok száma           | Választópolgárok száma | Választópolgárok száma | 70 276     | 100   | 2,84  |
| A Fidesz-KDNP tartja a körzetet. |                        |                        |            |       |       |

| Párt                                                          |                        | Jelölt                 | Szavazatok | %     | ± %   |
| ------------------------------------------------------------- | ---------------------- | ---------------------- | ---------- | ----- | ----- |
| Fidesz-KDNP                                                   |                        | Ovádi Péter            | 25 920     | 48,75 | 14,99 |
| Független (Összefogás támogatással)                           |                        | Kész Zoltán            | 16 688     | 31,39 | 11,17 |
| Jobbik                                                        |                        | Varga-Damm Andrea      | 7054       | 13,27 | 0,83  |
| LMP                                                           |                        | Hiteles Viktor         | 1811       | 3,41  | 1,16  |
| MKKP                                                          |                        | Szimmer Ákos           | 818        | 1,54  | Új    |
| Momentum                                                      |                        | Meződi János           | 744        | 1,4   | Új    |
| Egyéb pártok                                                  |                        |                        | 130        | 0,24  | 4,4   |
| Megjelent                                                     | Megjelent              | Megjelent              | 53 556     | 74,05 | 29,18 |
| Választópolgárok száma                                        | Választópolgárok száma | Választópolgárok száma | 72 324     | 100   | 1,73  |
| A Fidesz-KDNP elnyeri a körzetet a független Kész Zoltán-tól. |                        |                        |            |       |       |

| Párt                                                                                      |                        | Jelölt                 | Szavazatok | %     | ± %   |
| ----------------------------------------------------------------------------------------- | ---------------------- | ---------------------- | ---------- | ----- | ----- |
| Független (Összefogás támogatással)                                                       |                        | Kész Zoltán            | 14 012     | 42,56 | 14,92 |
| Fidesz-KDNP                                                                               |                        | Némedi Lajos István    | 11 113     | 33,76 | 13,39 |
| Jobbik                                                                                    |                        | Varga-Damm Andrea      | 4642       | 14,1  | 2,38  |
| LMP                                                                                       |                        | Gerstmár Ferenc        | 1504       | 4,57  | 1,6   |
| Munkáspárt                                                                                |                        | Szentpáli Kolos        | 125        | 0,38  | Új    |
| Egyéb pártok                                                                              |                        |                        | 1526       | 4,64  | 2,07  |
| Megjelent                                                                                 | Megjelent              | Megjelent              | 33 055     | 44,87 | 19,41 |
| Választópolgárok száma                                                                    | Választópolgárok száma | Választópolgárok száma | 73 593     | 100   | 0,42  |
| A független Kész Zoltán az Összefogás támogatásával elnyeri a körzetet a Fidesz-KDNP-től. |                        |                        |            |       |       |

| Párt                                |                        | Jelölt                 | Szavazatok | %          | ± % |
| ----------------------------------- | ---------------------- | ---------------------- | ---------- | ---------- | --- |
| Fidesz-KDNP                         |                        | Navracsics Tibor       | 22 194     | 47,15      |     |
| Összefogás                          |                        | Pál Béla               | 13 009     | 27,64 \|\| |     |
| Jobbik                              |                        | Forgóné Kelemen Judit  | 7759       | 16,48      |     |
| LMP                                 |                        | Gerstmár Ferenc        | 2904       | 6,17       |     |
| Egyéb pártok                        |                        |                        | 1202       | 2,57       |     |
| Megjelent                           | Megjelent              | Megjelent              | 47 502     | 64,28      |     |
| Választópolgárok száma              | Választópolgárok száma | Választópolgárok száma | 73 904     | 100        |     |
| A Fidesz-KDNP nyeri meg a körzetet. |                        |                        |            |            |     |

## Ellenzéki előválasztás – 2021
| Frakció                             |                 | Jelölő szervezetek                | Jelölt            | Szavazatok | %     |
| ----------------------------------- | --------------- | --------------------------------- | ----------------- | ---------- | ----- |
| DK                                  |                 | DK, Jobbik, LMP, Liberálisok, MMM | Csonka Balázs     | 3689       | 66,95 |
| MSZP                                |                 | MSZP, Párbeszéd                   | Mesterházy Attila | 1821       | 33,05 |
| Összes szavazat                     | Összes szavazat | Összes szavazat                   | Összes szavazat   | 5510       |       |
| Csonka Balázs nyeri meg a körzetet. |                 |                                   |                   |            |       |